# クニャージ・スヴォーロフ (戦艦)
| シンガポールを北上するクニャージ・スヴォーロフ。 | |
| 艦歴                                             | |
| 起工                                             | 1901年7月バルチック工廠 |
| 進水                                             | 1902年9月 |
| 就役                                             | 1904年9月 |
| その後                                           | 1905年5月27日戦没 |
| 除籍                                             | |
| 性能諸元                                         | |
| 排水量                                           | 設計時：13,516トン 常備：14,091～14,415トン |
| 全長                                             | 121.0m 118.7m（水線長） |
| 全幅                                             | 23.22m |
| 吃水                                             | 7.97m（設計） 8.24m（常備） |
| 機関                                             | ベルヴィール式石炭専焼水管缶28基 +直立型三段膨張式四気筒レシプロ機関2基2軸推進 |
| 最大出力                                         | 16,300hp（設計） 15.012～16,378hp（実際） |
| 最大速力                                         | 17.8ノット（設計） 16.2～17.64ノット（実際） |
| 燃料                                             | 787トン（常備） 1,235トン（満載） |
| 航続距離                                         | 10ノット/2,600海里（常備） 10ノット/5,000海里（満載） |
| 乗員                                             | 835名 |
| 兵装                                             | Pattern 1895 30.5cm（40口径）連装砲2基 Pattern 1892 15.2cm（45口径）連装速射砲6基 Pattern 1892 7.5cm（50口径）単装速射砲20基 オチキス 4.7cm（43.5口径）単装速射砲20基 マキシム 7.62mm機銃4基 38.1cm水上魚雷発射管2門 38.1cm水中魚雷発射管2門 パラノフシキー 6.35cm（19口径）野砲2基 機雷50個 衝角                                                                         |
| 装甲                                             | クルップ鋼 舷側：152〜194mm（水線部主装甲）、165mm（弾薬庫）、145mm（艦首尾部）、38mm（水線下隔壁） 甲板：75mm（主甲板）38〜51mm 主砲塔：254mm（前盾・側盾）、63mm（天蓋） 主砲バーベット部：229mm（甲板上部）、102mm（甲板下部） 副砲塔：152mm（前盾・側盾）、30mm（天蓋） 副砲バーベット部：127mm 7.5cm砲ケースメイト部：76mm 司令塔：203mm（前盾・側盾）、37mm（天蓋） |

クニャージ・スヴォーロフ (ロシア語: Князь Суворов /knʲæsʲ sʊˈvorəf/) は、ロシア海軍が日露戦争前に建造した前弩級戦艦であり、ボロジノ級の4番艦である。艦名はロシア語で「公爵スヴォーロフ」を意味し、ロシア帝国の大元帥に叙された、常勝不敗の伝説的な指揮官アレクサンドル・スヴォーロフに由来する。日本海海戦においてバルチック艦隊旗艦を務めたことで知られる。スワロフ、スウォーロフとも表記される。

## 艦歴

### 日本海海戦

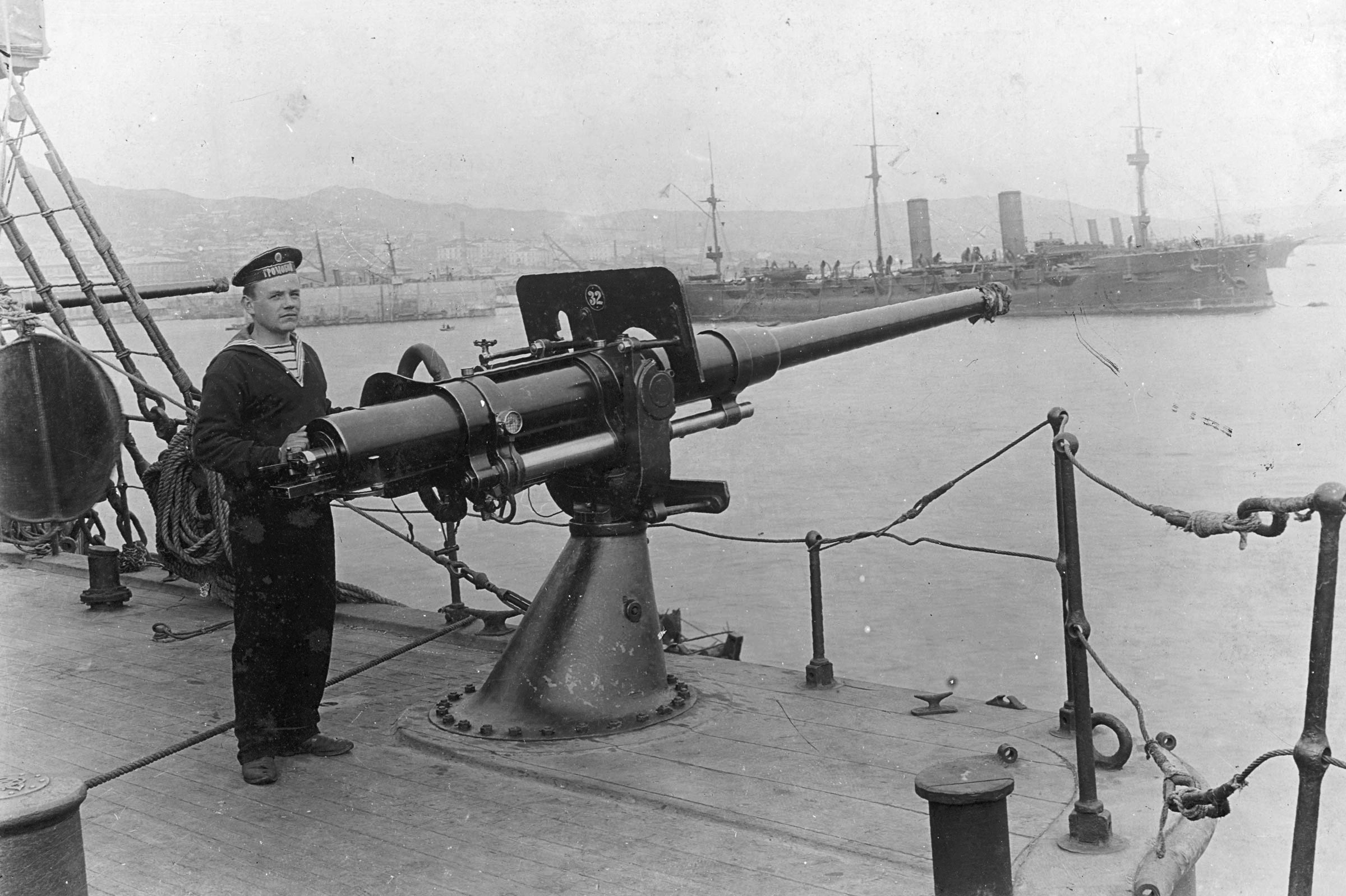
写真は「グロムボイ」7.5cm速射砲。比較的使い勝手の良い兵装を搭載していた。

1901年7月28日/8月10日建造開始。同年8月26日/9月8日起工。1902年9月12日/9月25日進水。
「クニャージ・スヴォーロフ」は日露戦争中の1904年9月に就役したが、訓練不足のまま1904年10月には第二太平洋艦隊（バルチック艦隊）に編入、極東に向け出港している。その後、ドッガーバンク事件の影響や喫水の問題により、スエズ運河ではなく喜望峰経由にて主戦場たる日本の海域へ向かうこととなった。途上、十分な整備を受けられないまま、東アジアへ入る。1905年5月27日の対馬海峡通過時に日本海軍と遭遇、日本海海戦が発生している。
東郷平八郎提督の指揮した日本艦隊が、丁字戦法を開始した時期においては、本艦はさしたる損害を受けておらず、逆に「クニャージ・スヴォーロフ」の砲撃は「三笠」や「浅間」などの日本艦に相次いで命中し損害を与えたという。しかし、いずれも大破又は小破を負わせたが、日本側艦艇の沈没には至らなかった。やがて、日本側の主力艦隊と本艦とが再び急接近した際に、日本側から下瀬火薬を用いた砲弾が相次いで着弾した。艦体側面には直撃弾による破孔が開き、上部構造では使用していた塗料に下瀬火薬が引火して火災が発生した。砲撃による損害が蓄積すると本艦の速力は6ノット近くまで低下し、戦列より落伍した。その後、駆逐艦及び水雷艇による複数回の魚雷攻撃を受け、19時20分頃水雷艇からの魚雷命中によりついに炎上転覆、30分頃に沈没した。沈没直後、巡洋艦「出雲」の艦上から海面にたなびく残煙が撮影されている。本艦に座乗していたジノヴィー・ロジェストヴェンスキー司令長官及び生存する幕僚は沈没より以前に駆逐艦ブイヌイに救出されていたが、艦長のヴァシーリー・イグナチウス大佐（すでに戦死していたとも）以下乗員は残留しており全員戦死した。
この海戦では本来の防御力を発揮できなかったが、原因は波浪により装甲の薄い水面下が露出していたからとも、逆にボロジノ型の設計特有の重量超過で本来の装甲部分が水面下にあったからともされている。